# Pólyas fyra faser
Polyas fyra faser är en metod för matematisk problemlösning som har utvecklats av matematikern George Pólya (1887–1985).

## Polyas fyra faser inom matematikundervisningen
När man arbetar med matematisk problemlösning och använder sig av Polyas fyra faser, kan man utgå från följande frågeställningar inom respektive fas.
- Fas 1. Förstå problemet: Vad innebär det att förstå uppgiften? Vilka matematiska begrepp och egenskaper kommer in här?
  - Detta verkar så självklart men förstår man inte problemet helt eller ens delvis är det svårt att lösa. Polya ville att följande frågor skulle ställas:  • Förstår du alla de ord som används för att uttrycka problemet?  • Vad är det du ska hitta eller visa?  • Kan du återge problemet med egna ord?  • Kan du tänka dig en bild eller ett diagram som kan hjälpa dig att förstå problemet?  • Finns det tillräckligt med information för att göra det möjligt för dig att hitta en lösning?

- Fas 2. Skapa en plan: Vilken plan kan man konstruera? Ska man använda sig av en formell eller en informell lösningsmetod?
  - Polya beskriver att det finns många rimliga sätt att lösa problem på. Genom att lösa problem blir man bättre på att välja strategi. Nedan ges några förslag på strategier:
    - Gissa och kontrollera
    - Leta efter ett mönster
    - Gör en ordnad lista
    - Rita en bild
    - Eliminera möjligheter
    - Lösa ett enklare problem
    - Använd en modell
    - Arbeta bakåt
    - Använd en formel
    - Lös en ekvation

- Fas 3. Genomföra planen: Beskriv hur du löser uppgiften. Vilka frågor kan man ställa under genomförandet av planen?
  - Detta steg är oftast lättare än att utforma planen. I allmänhet är allt du behöver tålamod. Håll kvar vid planen som du har valt. Men skulle det visa sig att den inte fungerar välj en annan.
- Fas 4. Kontrollera resultatet: Är svaret rimligt? Varför - varför inte? Kan man på något sätt kontrollera svaret? I så fall hur? Kan man lösa uppgiften på något annat sätt? I så fall hur? Ta med dig lärdomarna som du har från denna lösning till nästa gång.

## Några goda råd
Tänk på att när man löser problem så är det sällan en rak linje från fas 1 till fas 4. Oftast hoppar man fram och tillbaka. Dessutom är det så att ett matematiskt problem kan bestå av flera små deluppgifter som behöver nystas upp, innan man når en slutsats.